# Mavrovouni (Kileler)
Mavrovouni (griechisch Μαυροβούνι (n. sg.)) ist ein Dorf der Gemeinde Kileler in der griechischen Region Thessalien. Zusammen mit der Siedlung Krya Vrysi bildet es eine Ortsgemeinschaft (Τοπική Κοινότητα Μαυροβουνίου Topikí Kinótita Mavrovouníou).
Der Ort hieß ursprünglich Taousani (Ταουσάνη) wurde 1912 in Taousian (Ταουσιάν) und 1928 in Makrovouni (Μακροβούνι) umbenannt. Seine heutigen Namen erhielt das Dorf 1940.

## Geographie
Das Gebiet von Mavrovouni und des benachbarten Vounena wird durch den gleichnamigen Berg (1054 m) beherrscht. Ein Tal, welches den Berg durchschneidet, wird von der Nationalstraße Ethniki Odos 58 als Trasse genutzt. Dies ist die Hauptverkehrsader des Dorfes. Der Bach in diesem Tal ist durch eine Staubecken aufgestaut.

## Verwaltungsgliederung
Der Ort hieß ursprünglich Taousani (Ταουσάνη) wurde 1912 in Taousian (Ταουσιάν) umbenannt. Mit der Gründung als Landgemeinde erfolgte 1928 eine erneute Namensänderung in Makrovouni (Κοινότητα Μακροβουνίου Kinótita Makrovouníou). Seinen heutigen Namen erhielt der Ort 1940. Krya Vrysi wurde als Siedlung der Landgemeinde 1961 anerkannt. Mit der Gemeindereform 1997 erfolgte die Fusion mit acht weiteren Landgemeinden zur Gemeinde Krannonas. Diese ging im Zuge der Kallikratis-Programm in der neu geschaffenen Gemeinde Kileler auf.
Einwohnerentwicklung von Mavrovouni
| Name       | griechischer Name | Code       | 1920 | 1928 | 1940 | 1951 | 1961 | 1971 | 1981 | 1991 | 2001 | 2011 |
| ---------- | ----------------- | ---------- | ---- | ---- | ---- | ---- | ---- | ---- | ---- | ---- | ---- | ---- |
| Mavrovouni | Μαυροβούνι        | 2204040701 | 228  | 318  | 379  | 535  | 565  | 409  | 346  | 354  | 325  | 219  |
| Krya Vrysi | Κρύα Βρύση        | 2204040702 |      |      |      |      | 074  | 077  | 055  | 037  | 033  | 014  |
| Gesamt     | Gesamt            | 22040407   | -    | 318  | 379  | 535  | 639  | 486  | 401  | 391  | 358  | 233  |

## Traditionen
Der ursprüngliche Name Taousan könnte auf die Ähnlichkeit des Hügels mit einem Hasen zurückgehen, oder türkischen Ursprung haben: tunç=Bronze, oder dağ şan = berühmter Berg (?).
Jedes Jahr wird mit Tanz das Fest des Heiligen Athanasius am 2. Mai gefeiert und eine weitere Besonderheit stellen die Passionsspiele am Kathara Deftera dar.